# 腓特烈二世 (巴登-埃博斯泰因)
腓特烈二世（Friedrich II. von Baden），巴登-埃博斯泰因藩侯，赫爾曼七世之子，1291年至1333年在位。

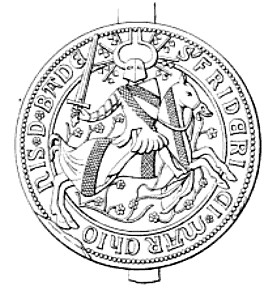
腓特烈二世的印璽

1312年腓特烈二世與阿格尼絲·馮·凡斯貝格（Agnes von Weinsberg）結婚，他們有五個孩子，包含赫爾曼九世，腓特烈二世的繼任者。